# 리틀 러너
《리틀 러너》(Saint Ralph)는 캐나다에서 제작된 마이클 맥고완 감독의 2004년 코미디, 드라마 영화이다. 아담 버처 등이 주연으로 출연하였고 테자 로렌스 등이 제작에 참여하였다.

## 출연

### 주연
- 아담 버처

### 조연
- 캠벨 스코트
- 슈어나 맥도널드
- 고든 핀센트
- 마이클 카네브
- 타마라 호프
- 제니퍼 틸리
- 미란다 블랙
- 프랭크 크러데일
- 크리스 프로즈잔스키

## 기타
- 라인프로듀서: 고든 양
- 미술: 매튜 데이비스
- 의상: 앤 딕슨
- 배역: 데아드르 보웬
- 배역: 제니 루이스